# Teplitzer FK
El Teplitzer FK fue un equipo de fútbol de Checoslovaquia que alguna vez jugó en la Primera División de Checoslovaquia, la máxima categoría de fútbol del desaparecido país.

## Historia
Fue fundado en el año 1903 en la ciudad de Teplice y llegó a militar en siete temporadas de la Primera División de Checoslovaquia en donde disputó 128 partidos, de los que ganó 42, empató 23 y perdió 63, anotó 262 goles y recibió 310, teniendo su mejor temporada en 1933/34 en la que terminó en cuarto lugar.
Fue el primer equipo de fútbol de Checoslovaquia en disputar partidos en América, en donde en 1922 realizó una gira por Brasil, Argentina y Uruguay en donde jugó seis partidos , incluyendo uno ante el Santos FC de Brasil.
En 1934 juega por primera y única vez en la desaparecida Copa Mitropa, donde fue eliminado en la semifinal por el Juventus FC de Italia.
Durante la Segunda Guerra Mundial el club militó dentro del fútbol alemán a causa del Tercer Reich, esto porque la ciudad de Teplice fue tomada por Alemania según los acuerdos de Múnich, por lo que jugó en la Gauliga Sudetenland hasta que el club desaparece en 1939.

## Participación en competiciones de la UEFA
| Temporada | Torneo       | Ronda     | Club           | Ida | Vuelta | Global |
| --------- | ------------ | --------- | -------------- | --- | ------ | ------ |
| 1934      | Copa Mitropa | Semifinal | Juventus Turín | 2:4 | 0:1    | 2:5    |

## Jugadores

### Jugadores destacados
| - Štefan Čambal - Karel Koželuh - Rudolf Krčil - Čestmír Patzel | - Arnošt Kreuz - Wilhelm Náhlovský - Tomáš Porubský - Václav Svatoň | - Reiner Kugler - Rudolf Schäffer - Rudolf Zosel, anotó 26 goles para el club en una temporada. |